# August Sonderegger
August Sonderegger (* 6. August 1911; † unbekannt) war ein Schweizer Skilangläufer.

## Biografie
Sonderegger nahm an den Olympischen Winterspielen 1936 in Garmisch-Partenkirchen teil. Im Skilanglauf-Wettbewerb über 18 Kilometer belegte er den 26. Platz.